# Alexander (Schleswig-Holstein-Sonderburg)

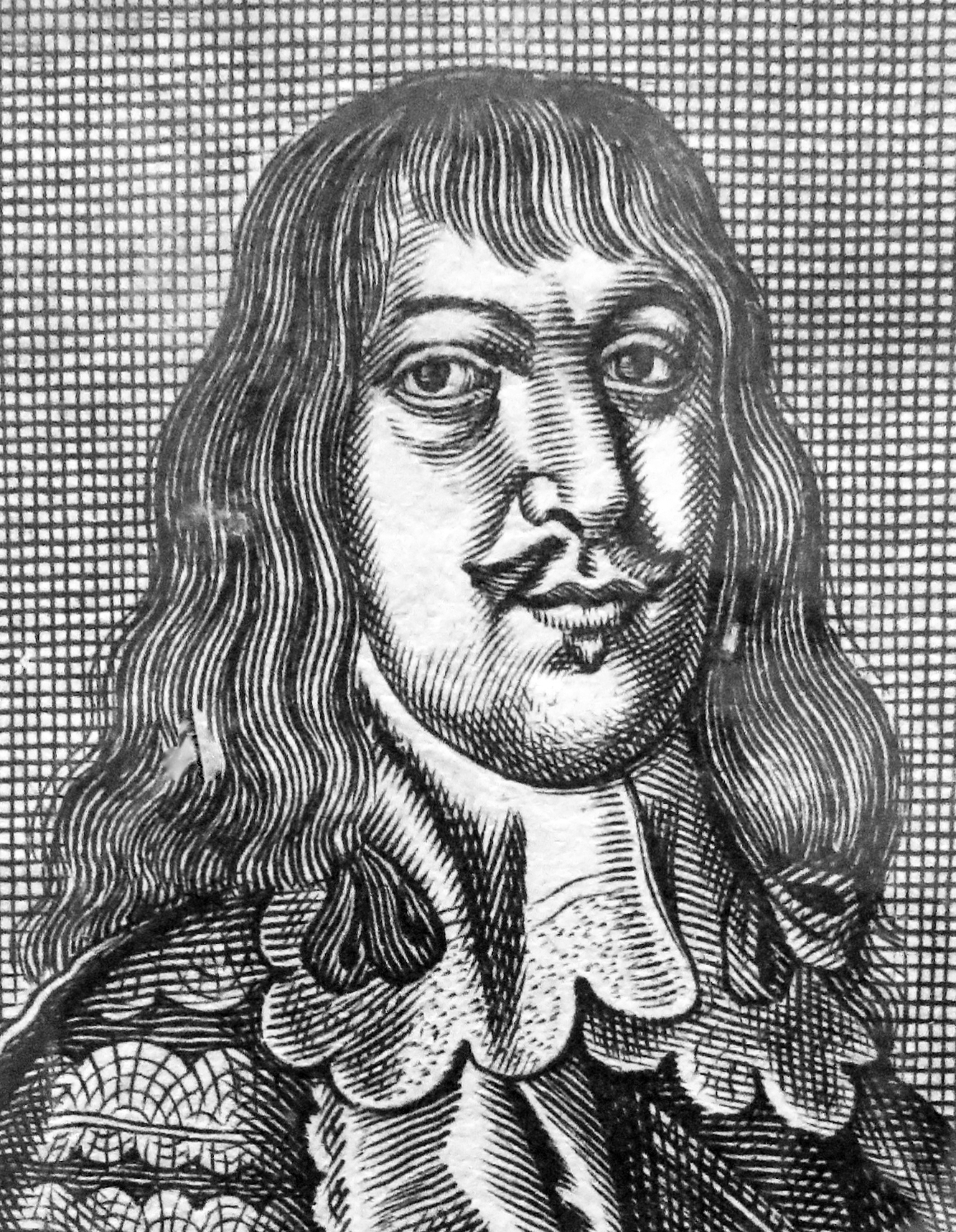
Alexander von Schleswig-Holstein-Sonderburg

Herzog Alexander von Schleswig-Holstein-Sonderburg (* 20. Januar 1573 in Sønderborg; † 13. Mai 1627 ebenda) war ein Mitglied der Nebenlinie Schleswig-Holstein-Sonderburg aus dem Haus Oldenburg.

## Leben
Alexander war der dritte Sohn von Herzog Johann von Schleswig-Holstein-Sonderburg (1545–1622) und seiner ersten Frau Prinzessin Elisabeth von Braunschweig-Grubenhagen (1550–1586), Tochter des Herzogs Ernst III. und Prinzessin Margarethe von Pommern-Wolgast (1518–1569). Sein Großvater väterlicherseits war der dänisch-norwegische König Christian III. 
In der Nähe von Löhne erwarb er das zur Diözese Minden gehörende Gut Haus Beck.
Nach seinem Tod wurde das Herzogtum unter seinen verheirateten Söhnen aufgeteilt und weitere Nebenlinien des Hauses Schleswig-Holstein-Sonderburg entstanden.

## Nachkommen
Am 26. November 1604 heiratete Herzog Alexander in Schwarzburg Prinzessin Dorothea von Schwarzburg-Sondershausen (1579–1639), Tochter des Grafen Johann Günther I. und Anna von Oldenburg. Aus der Ehe gingen zehn Kinder hervor:
- Johann Christian (1607–1653), Herzog von Schleswig-Holstein-Sonderburg ⚭ 1634 Prinzessin Anna von Oldenburg (1605–1688)
- Alexander Heinrich (1608–1667) ⚭ 1643 Dorothea Maria Heshus (morganatisch), begründete die sogenannte katholische Linie
- Ernst Günther (1609–1689), Herzog von Schleswig-Holstein-Sonderburg-Augustenburg ⚭ 1651 Prinzessin Auguste von Schleswig-Holstein-Sonderburg-Glücksburg (1633–1701)
- Georg Friedrich (1611–1676), unverheiratet
- August Philipp (1612–1675), Herzog von Schleswig-Holstein-Sonderburg-Beck

⚭ 1645 Prinzessin Clara von Oldenburg (1606–1647)
⚭ 1649 Prinzessin Sidonie von Oldenburg (1611–1650)
⚭ 1651 Prinzessin Marie Sibylla von Nassau-Saarbrücken (1628–1699)
- Adolf (1613–1616)
- Anna Elisabeth (1615–1616)
- Wilhelm Anton (*/ 1616)
- Sophie Katharina (1617–1696) ⚭ 1635 Graf Anton Günther von Oldenburg und Delmenhorst (1583–1667)
- Philipp Ludwig (1620–1689), Herzog von Schleswig-Holstein-Sonderburg-Wiesenburg

⚭ 1643 Prinzessin Katharina von Waldeck-Wildungen (1612–1649)
⚭ 1650 Prinzessin Anna Margarete von Hessen-Homburg (1629–1686)